# Surcouf (sommergibile)

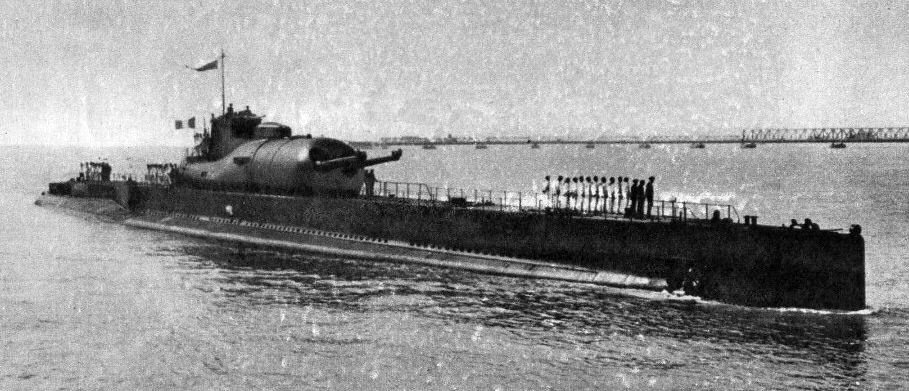
Foto del Surcouf nel 1935.

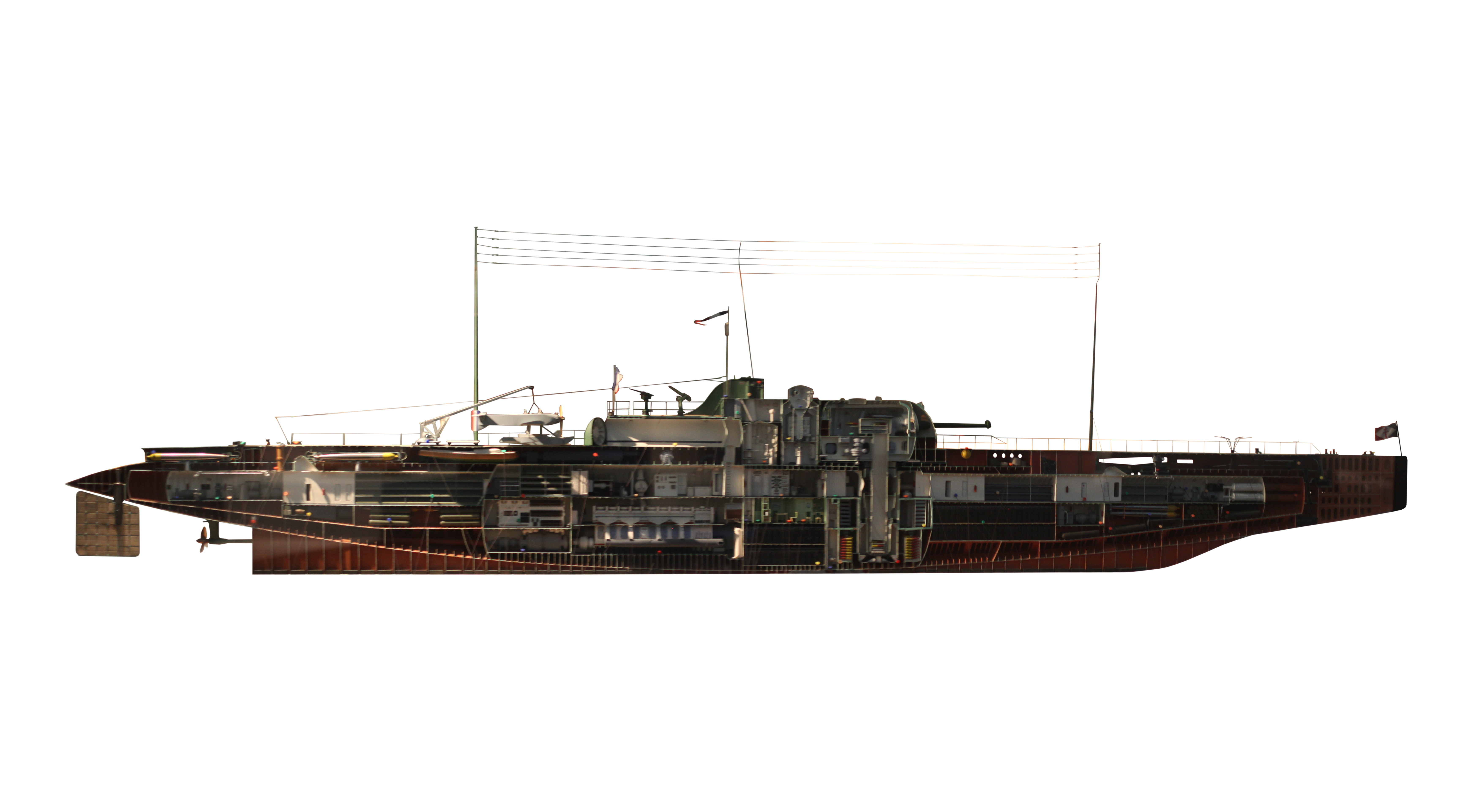
Modello in scala del Surcouf dove si notano le varie sezioni lasciate in mostra.

Il Surcouf, unica unità varata della sua classe (originariamente ne erano state previste 3), era un incrociatore sommergibile - sommergibile portaerei - di produzione francese in forza alla Marine nationale, la marina militare francese. Battezzato in onore del corsaro Robert Surcouf, fu la terza unità di produzione francese a portare questo nome.
Al momento del suo completamento era il più grande sommergibile del mondo.

## Sviluppo
Il concetto di incrociatore sommergibile, estremamente affascinante, è stato sempre una chimera per i progettisti di unità navali, specie nel periodo interguerra, con praticamente tutte le potenze navali impegnate a progettarle e costruirle.
Ma le prime unità della categoria, i Classe M inglesi, erano battelli di dubbia utilità e alto costo, con il loro supercannone da 305 mm. Il trattato navale di Washington aveva posto un limite al calibro dell'armamento di artiglieria, ovvero il calibro dei cannoni di bordo non poteva superare i 203,2 mm (8 pollici); per il resto queste unità non avevano limiti relativamente a tubi lanciasiluri o tonnellaggio. Effettivamente, far operare unità subacquee con grandi cannoni, che richiedevano elevato dislocamento, alto costo e una maneggevolezza meno marcata di sommergibili normali, era decisamente difficile. I concetti informatori erano comunque vertenti su navi pesantemente armate di cannoni, mentre la vera risorsa delle unità subacquee, i siluri, erano solo una appendice per il progetto complessivo.
Il Surcouf venne progettato con il programma navale del 1926. La costruzione iniziò nel dicembre del '27; varato il 18 ottobre del '29, entrò in servizio nel maggio del 1934, divenendo il più grande sommergibile mai costruito, primato che detenne sino al 1944, quando entrarono in servizio i sommergibili Classe I-400 giapponesi. Sebbene leggermente più corto di altre unità allo scoppio della seconda guerra mondiale, infatti, era di gran lunga il più pesante.
Aveva una torre frontale sopra lo scafo, integrata con la vela, e due cannoni da 203/50 mm con gittata di circa 27 km. Un'altra necessità spesso richiesta alle navi di questa particolarissima categoria era la presenza di un idrovolante, per allargare il campo visivo dell'unità subacquea. I progettisti del Surcouf non tralasciarono questo particolare, dedicando la parte posteriore della sovrastruttura ad un minuscolo hangar pressurizzato, per un idroricognitore leggero Besson MB-411, che però richiedeva molto tempo per essere assemblato. Questo rendeva inefficace l'uso del velivolo alla luce della minaccia aerea tipica della seconda guerra mondiale, anche se era un rischio accettabile nel 1926. Nell'oceano Pacifico i giapponesi fecero invece buon uso dei loro idrovolanti basati su sommergibili, date le immense distese di mare a disposizione.
La potenza di fuoco del Surcouf era data anche da un armamento siluristico pesante, e di impostazione particolare: oltre ai 4 tubi da 550 (calibro tipico francese) con 6 siluri di riserva, ne esistevano anche 4 brandeggiabili in un impianto a prua, mentre altri 4 da 400 mm erano presenti in un impianto a poppa, così da rendere quest'unità capace di sparare da ogni direzione sul bersaglio.
La potenza motrice era molto elevata, con motori potentissimi sia diesel che elettrici, ma le prestazioni non erano eccezionali, data la mole del battello. La manovrabilità era, nonostante la mole, sorprendentemente buona.
Fu l'unico costruito di una classe originariamente prevista in tre battelli

## Impiego operativo
Normalmente di base a Cherbourg, quando le truppe tedesche invasero la Francia, nel maggio 1940, Il Surcouf si trovava in un bacino di carenaggio a Brest, per manutenzione e raddobbo, al rientro da una missione nelle Antille e nel Golfo di Guinea. All'avvicinarsi delle truppe tedesche dopo la conclusione della battaglia di Dunkerque (25 maggio – 3 giugno 1940), per evitare la cattura, il sottomarino salpò in tutta fretta nella seconda metà del mese di giugno, al comando del capitano di fregata P.M.H. Martin. Con uno solo dei due motori funzionanti, il timone in avaria, i lavori non ancora terminati, senza pezzi di ricambio e non in grado di immergersi, riuscì comunque a raggiungere il porto di Plymouth navigando in superficie.
Il 3 luglio i bastimenti francesi rifugiati in Gran Bretagna vennero confiscati dai Britannici durante l'Operazione Catapult. Fonti britanniche sostengono che venne dato corso a questa operazione per evitare che il naviglio francese cadesse nelle mani dei Tedeschi; fatto sta che, durante il sequestro del Surcouf, ebbero luogo degli scontri armati, nel corso dei quali vi furono quattro morti, anche se gli eventi non sono affatto chiari. Secondo fonti francesi i morti furono: un Francese (il meccanico Yves Daniel) e tre Inglesi: il comandante del sottomarino Thames (il capitano di fregata Denis Vaughan Sprague), l'ufficiale di collegamento che portava l'ordine di sequestro e un sergente. Secondo fonti inglesi, invece, i morti sarebbero stati 1 ufficiale francese, 2 ufficiali inglesi e un marinaio, sempre inglese, ucciso, quest'ultimo, dal medico di bordo del Surcouf. Sempre secondo fonti inglesi, questo sarebbe stato l'unico incidente con conseguenze fatali dell'Operazione Catapult (si vedano, al proposito, i fatti di Mers-el-Kébir e della Battaglia di Dakar).
Come detto più sopra, all'epoca, il Surcouf era il sottomarino più grande del mondo. I suoi cannoni da 203 potevano sparare ognuno 3 proietti da 120 kg al minuto, a una distanza di 27 km. Ovvio, quindi, il desiderio degli Alleati di rischierare il sottomarino fra le proprie forze, se non altro, forse, per motivi propagandistici.
L'impresa di rimettere il Surcouf in condizioni di prendere il mare fu estremamente difficile per gli inglesi, sia a causa della complessità del battello, sia per la mancanza di pezzi di ricambio, sia per la mancanza di sommergibilisti qualificati a gestire un'unità di simile complessità. Inizialmente comandato dal Capitano di Fregata P.A.P. Ortolì, il Surcouf prese finalmente servizio nelle Forze navali della Francia libera, dopo essere stato ammodernato nell'arsenale di Portsmouth (USA).
La vigilia di Natale del 1941, una flottiglia delle Forze navali della Francia libera (FNFL - Forces navales françaises libres), costituita delle corvette Mimosa, Alysse, Aconit e dal Surcouf e comandate dall'Ammiraglio Muselier si riunì a Saint-Pierre e Miquelon, a sud dell'isola di Terranova, allora facente parte dei Territori d'Oltremare della Francia liberata.
Da allora il Surcouf cominciò ad operare a favore degli Alleati, effettuando, secondo fonti ufficiali, numerose operazioni in Oceano Atlantico. Operazioni di cui, tuttavia, è stato possibile reperire solo scarsa documentazione, quale ad esempio di essere stato impiegato come scorta ai primi convogli alleati tra Gran Bretagna e Stati Uniti. Va tenuto presente, a tal proposito, che molta della “vita” del Surcouf è circondata da un alone di “quasi leggenda”, frutto, con buona probabilità, di scopi propagandistici.
L'incertezza, ad ogni modo, dipinge la fine di questo battello.
Il suo ultimo viaggio iniziò 12 febbraio del 1942, quando il Surcouf lasciò le Bermuda, diretto a Tahiti, via Canale di Panama.
Il rapporto ufficiale imputò l'affondamento del Surcouf a uno speronamento accidentale da parte del cargo Americano US Thomson Lyker, a Nord del Canale di Panama; Per l'esattezza, a 11° N 79° O, circa 80 miglia (130 km) a nord di Cristobal Colon.
Secondo le testimonianze delle vedette della nave Americana, la Thomson Lyker avrebbe urtato, in una notte particolarmente buia, un oggetto parzialmente sommerso che avrebbe strisciato lungo la sua chiglia; furono udite delle voci in acqua, ma il cargo americano, dopo essersi dedicato alla ricerca di eventuali sopravvissuti sino alla mattina successiva, avrebbe continuato la sua rotta verso Guantanamo Bay, nella convinzione di aver speronato un U-Boot tedesco.
Molto tempo dopo, la tardiva inchiesta della commissione ufficiale francese stabilirà che l'affondamento fu la conseguenza di un errore umano: un idrovolante Consolidated PBY Catalina, in missione di pattugliamento antisom in quelle acque, avrebbe, nella notte tra il 18 e il 19 febbraio 1942, bombardato il Surcouf, scambiandolo per un grosso sottomarino tedesco o giapponese.
Queste conclusioni furono condivise e supportate anche dall'Ammiraglio Gabriel Paul Auphan nel suo libro La Marina Francese nella II guerra Mondiale.
Un caso, quale delle due versioni sia corretta, di fuoco amico che causò la morte del comandante pro-tempore del sommergibile, il capitano di fregata Georges Louis Nicolas Blaison, e quella di 130 uomini di equipaggio.

## Riconoscimenti
Un monumento, sul molo di Cherbourg, ricorda il naufragio dello storico battello.